# Gutenhof
Der Gutenhof ist eine Ortschaft und Katastralgemeinde im Süden der Marktgemeinde Himberg im Bezirk Bruck an der Leitha in Niederösterreich.  Die Ortschaft hat 51 Einwohner (Stand 1. Jänner 2024).

## Geschichte
Bereits im beginnenden 12. Jahrhundert befand sich hier ein Ort namens Utendorf, der Sitz eines adeligen Geschlechts war, das im Jahr 1108 mit Adalram von Utendorf seine erste Erwähnung fand. 1120 wird der Ort als Outindorf erwähnt. Albero de Utendorf verkauft 1252 den Hof. Der Landsitz wird im Mittelalter als kaiserliches Kammergut vergeben. Herzog Leopold IV. belehnt 1408 Ritter Gerhard Frenawar (Fronau) mit dem Gut. In den Ungarnkriege zerstörte Matthias Corvinus den Hof, der danach nicht wieder aufgebaut wird, denn noch 1499 wird er als öde genannt.
Laut Adressbuch von Österreich waren im Jahr 1938 in der Ortsgemeinde Gutenhof ein Gastwirt, eine Gemischtwarenhändlerin und eine Gutsverwaltung ansässig.

## Gutshof
Nach der Ersten Wiener Türkenbelagerung ließ der nachmalige Kaiser Ferdinand I. am Gutenhof ein Gestüt errichten, das 1622 an Ferdinand von Herberstein verschenkt und nach zahlreichen Besitzerwechseln im Jahr 1903 schließlich von Katharina Dreher (1850–1937), der Gattin von Anton Dreher erworben wurde.
Das Anwesen befindet sich bis heute im Eigentum der Familie Wünschek-Dreher und wird als landwirtschaftlicher Betrieb geführt. Teile wurden zur Reitsportanlage ausgebaut und seit 1988 befindet sich in der westlich gelegenen Gutenhofer-Au ein Golfplatz.